# Cresancey
Cresancey ist eine Gemeinde im französischen Département Haute-Saône in der Region Bourgogne-Franche-Comté.

## Geographie
Cresancey liegt auf einer Höhe von 216 m über dem Meeresspiegel, acht Kilometer südöstlich von Gray und etwa 34 Kilometer westnordwestlich der Stadt Besançon (Luftlinie). Das Dorf erstreckt sich im Südwesten des Départements, in der Ebene von Gray, in der Talniederung der Tenise am Südostrand der Forêt des Hauts Bois.
Die Fläche des 9,60 km² großen Gemeindegebiets umfasst einen Abschnitt der leicht gewellten Landschaft zwischen den Talebenen von Saône im Norden und Ognon im Süden. Von Osten nach Westen wird das Gebiet von der Talniederung der Tenise durchquert, welche für die Entwässerung zur Saône sorgt und eine Breite von maximal einem Kilometer aufweist. Flankiert wird das Tal auf beiden Seiten von einem Plateau, das durchschnittlich auf 235 m liegt. Es wird durch die Tälchen verschiedener kurzer Seitenbäche der Tenise untergliedert. Das Plateau ist aus Sedimenten des Tertiärs und der oberen Jurazeit aufgebaut und wird teils landwirtschaftlich genutzt, teils ist es von Wald bestanden. Im Süden reicht der Gemeindeboden in den Bois de la Fiolle, in dem mit 248 m die höchste Erhebung von Cresancey erreicht wird. Nördlich des Ortes dehnt sich die Waldung der Forêt des Hauts Bois (Gemeindewald von Gray) aus, in dem sich auch zwei Fischweiher (in Privatbesitz) befinden. Die nördliche Grenze verläuft im Tälchen der Dhuys, einem linken Seitenbach der Morthe.
Nachbargemeinden von Cresancey sind Gray und Battrans im Norden, Velesmes-Échevanne und Onay im Osten, Champtonnay im Süden sowie Noiron im Westen.

## Geschichte
Funde aus der Bronzezeit weisen auf eine sehr frühe Besiedlung des Gebietes hin. Erstmals urkundlich erwähnt wird Cresancey im Jahr 1212, als die Dorfkirche dem Kloster Corneux unterstellt wurde. Im Mittelalter gehörte Cresancey zur Freigrafschaft Burgund und darin zum Gebiet des Bailliage d’Amont. Die lokale Herrschaft hatte die Adelsfamilie von Cresancey inne, deren Existenz seit 1274 belegt ist. Zusammen mit der Franche-Comté gelangte das Dorf mit dem Frieden von Nimwegen 1678 definitiv an Frankreich.

## Sehenswürdigkeiten
Die Kirche Saint-Étienne wurde im 18. Jahrhundert neu erbaut und besitzt eine bemerkenswerte Ausstattung. Vor der Kirche steht ein eisernes Kreuz (18. Jahrhundert). 
Aus dem 19. Jahrhundert stammt das Schloss, das jedoch einen mittelalterlichen Turm besitzt. 
Ebenfalls sehenswert ist das Lavoir, das einst als Waschhaus und Viehtränke diente.

## Bevölkerung
| Jahr                       | 1962 | 1968 | 1975 | 1982 | 1990 | 1999 | 2006 | 2011 | 2017 |
| Einwohner                  | 216  | 203  | 198  | 189  | 178  | 212  | 179  | 192  | 182  |
| Quellen: Cassini und INSEE |      |      |      |      |      |      |      |      |      |

Mit 183 Einwohnern (1. Januar 2022) gehört Cresancey zu den kleinen Gemeinden des Département Haute-Saône. Nachdem die Einwohnerzahl in der ersten Hälfte des 20. Jahrhunderts deutlich abgenommen hatte (1881 wurden noch 306 Personen gezählt), wurden seit Beginn der 1970er Jahre nur noch relativ geringe Schwankungen verzeichnet.

## Wirtschaft und Infrastruktur
Cresancey war lange Zeit ein vorwiegend durch die Landwirtschaft (Ackerbau, Obstbau und Viehzucht) und die Forstwirtschaft geprägtes Dorf. Heute gibt es einige Betriebe des lokalen Kleingewerbes. In den letzten Jahrzehnten hat sich das Dorf zu einer Wohngemeinde gewandelt. Viele Erwerbstätige sind deshalb Wegpendler, die in den größeren Ortschaften der Umgebung ihrer Arbeit nachgehen.
Die Ortschaft ist verkehrstechnisch gut erschlossen. Sie liegt an der Hauptstraße D67, die von Gray nach Besançon führt. Weitere Straßenverbindungen bestehen mit Noiron und Échevanne.